# Батурин, Иосафат Андреевич
Иосафат Андреевич Батурин (?—1771) — подпоручик Ширванского пехотного полка, авантюрист и заговорщик.

## Биография
Батурин принадлежал к старинной дворянской фамилии. Воспитывался с 4 апреля 1732 года в Шляхетном сухопутном корпусе, откуда 16 апреля 1740 года был выпущен в армию прапорщиком; но вскоре же «за непристойные, противные и неучтивые слова» против своего полковника фон-Экина, а также за ложное сказывание «слова и дела по первому пункту» за тем же полковником и за прапорщиком князем Козловским приговорен к смертной казни. Военная коллегия смягчила этот приговор, лишив Батурина прапорщичьего чина и выслав его на три года в Сибирь на казённые работы.
Из Сибири Батурин опять объявил за полковником фон Экиным и Козловским «слово и дело», вследствие чего был вызван в тайную канцелярию; обвинение его вторично оказалось ложным, и тогда он обвинил фон Экина в разного рода «непорядках и разгулах» пред Военной коллегией, где, между прочим, представил свои какие то проекты и предложения «для немалого интереса» Сибири; последние сказались не заслуживающими внимания. Между тем срок ссылки Батурина прошёл, он вступил в солдаты, согласно прежнему решению Военной коллегии, а в 1749 году был уже подпоручиком и состоял в Шуваловском пехотном полку, квартировавшем в окрестностях Москвы. В это время, вследствие стеснительных мер по отношению к тяглому сословию, в Москве было много недовольных из среды крестьян и фабричных, которые производили ежедневные разбои. Московская полиция справлялась с ними очень плохо. Этою-то неурядицей и решился воспользоваться Батурин для совершения государственного переворота. Подговорив фабричных, некоторых солдат и егерей великого князя Петра Федоровича, он при помощи их хотел короновать цесаревича с тем, чтобы последний «имел одно только государственное правление и держал бы армию в лучшем порядке». Но, благодаря доносу, об этом скоро узнали, и Батурин с некоторыми своими единомышленниками был препровожден в Преображенский приказ. По словам Екатерины II, Батурин хотел лишить жизни императрицу Елизавету Петровну, поджечь дворец и, воспользовавшись общим смятением, возвести на престол Петра Феодоровича. Подлинные же документы этого дела слов Екатерины не подтверждают. Из них видно, что были замыслы только на жизнь Разумовского, а Елизавету Петровну «оставляли при своей полной власти». Императрица Елизавета Петровна, по неизвестной причине, не положила никакой конфирмации, «а за непоследованием оной», как сказано в деле, Батурин был послан из Тайной канцелярии «к крепкому содержанию» в Шлиссельбург лишь в 1753 году.
За последующие 14 лет о Батурине имеется одно отрывочное свидетельство, из которого видно, что он за что-то вновь был осужден сенатом на вечную ссылку в Нерчинск, но по докладу тайного секретаря Д. В. Волкова Петру III оставлен в крепости по-прежнему, „с тем еще, чтобы ему давать и лучшее там пропитание“. 
В 1768 году Батурин послал письмо императрице Екатерине II. Вследствие этого возбуждено было новое дело, и Батурин был сослан на Камчатку, в Большерецкий острог «вечно», с тем, чтобы «пропитание там имел своею работою», и находился под весьма строгим присмотром. Батурин в ссылке именовал себя «полковником артиллерии и кабинетским обер-курьером императора Петра Феодоровича». 
Через год по прибытии в острог, в 1771 году Батурин принял деятельное участие в бунте Бениовского, но в августе того же года был убит на острове Формоза, при нападении шайки Бениовского на одно китайское селение. По другим данным, он умер на корабле в пути от Кантона к экватору.  
Екатерина II в своих записках характеризовала Батурина как обремененного долгами игрока и человека, слывшего негодяем, но обладавшего весьма решительным характером.